# Infocom
La Infocom fu una casa produttrice di videogiochi con sede a Cambridge, specializzata nelle avventure testuali. Nel catalogo si annovera anche un database relazionale chiamato Cornerstone. La Infocom fu fondata il 22 giugno 1979 da un gruppo di studenti del MIT capeggiato da Dave Lebling, Marc Blank, Albert Vezza e Joel Berez, fu poi acquistata nel 1986 dalla Activision. La Activision chiuse la divisione Infocom nel 1989 anche se negli anni novanta furono pubblicati alcuni titoli della serie Zork.
La Infocom è nota nel mondo videoludico per aver creato un parser, introdotto con Zork I, che permette al giocatore di impartire complesse istruzioni in formato testo. A differenza delle precedenti avventure testuali che accettavano comandi nella forma "verbo oggetto" (per esempio: "prendi mela"), l'interprete della Infocom è in grado di accettare espressioni come "prendi tutte le mele tranne la mela verde dal barile" (in inglese). I giochi della Infocom erano scritti con un linguaggio di programmazione simile al Lisp chiamato Zork Implementation Language, poi compilato in un bytecode che era possibile eseguire su una macchina virtuale chiamata Z-machine. Poiché i giochi erano solo con interfaccia a carattere e usavano varianti della stessa Z-machine, era sufficiente effettuare il porting una volta sola per ogni architettura e non una volta per ogni gioco. Grazie a questa caratteristica, la Infocom poteva pubblicare i propri giochi contemporaneamente per la maggior parte delle piattaforme più diffuse allora: Apple II, Atari 800, PC IBM compatibili, Amstrad CPC/PCW, Sinclair Zx Spectrum +3, Commodore 64, Commodore Plus/4, Commodore 128, Kaypro CP/M, Texas Instruments TI-99/4A, Apple Macintosh, Atari ST, Commodore Amiga e il Radio Shack TRS-80.

## Storia

### Gli inizi
Marc Blank e Dave Lebling, ispirandosi a Colossal Cave Adventure, la prima avventura testuale della storia, crearono quello che sarebbe diventato il primo gioco Infocom, Zork, nel 1977 presso il laboratorio di informatica del MIT.
Dopo aver sviluppato Zork su un mainframe DEC System 10 dell'università, Blank e Lebling furono i primi a provare a sfruttare il potenziale commerciale di questo genere di giochi, realizzandone versioni per i personal computer. Zork occupavia tuttavia più di 1 MB di memoria, cifra impensabile per i PC di allora, che potevano arrivare sugli 80 kb, perciò gli autori si impegnarono nella creazione di un linguaggio che gli permise di ottenere una compressione dati di quasi 10 a 1. Non era comunque sufficiente, per cui si decise di suddividere il gioco in tre parti, con l'aggiunta di materiale nuovo nella seconda e soprattutto nella terza.
Zork I fu pubblicato originariamente nel 1980 per TRS-80 per poi esser venduto in milioni di copie su molte altre piattaforme. È da segnalare che, nonostante la Microsoft avesse pubblicato una versione economica di Adventure per la propria versione iniziale di MS-DOS 1.0 per IBM PC, Zork I conobbe una larga diffusione anche in ambito PC grazie alla migliore qualità della storia e della confezione.
Labling e Blank crearono altri giochi e furono assunti altri sviluppatori tra cui Steve Meretzky. Tra gli altri titoli da annoverare vi sono: il resto della serie Zork, The Hitchhiker's Guide to the Galaxy di Douglas Adams e A Mind Forever Voyaging.

### I punti di forza
Il successo della Infocom fu dovuto a tre fattori chiave: la strategia di marketing, la qualità della trama e i feelie. La maggior parte delle case produttrici di videogiochi vendevano i loro prodotti soprattutto nei negozi di informatica, la Infocom distribuì i propri giochi anche nelle librerie. Dal momento che i giochi avevano un'interfaccia testuale,  i clienti delle librerie erano attratti dai giochi della Infocom perché già interessati alla lettura. I titoli della Infocom, diversamente dalla maggior parte degli altri, erano distribuiti con la clausola che l'invenduto non sarebbe stato ritirato, questo permetteva di guadagnare denaro da un singolo titolo per un periodo di tempo più lungo.
I titoli della Infocom erano caratterizzati da trame solide e descrizioni particolareggiate, rinunciando alle primitive capacità grafiche dei tempi spingevano l'utilizzatore all'uso dell'immaginazione per le locazioni fastose ed esotiche descritte nei giochi. Gli enigmi dei giochi della Infocom erano caratterizzati dall'essere fortemente integrati nella trama e raramente il giocatore aveva l'impressione di saltare da una scena all'altra come accadeva coi giochi della concorrenza. Gli enigmi erano logici ma richiedevano attenzione agli indizi ed ai suggerimenti che si presentavano durante la storia, per questo motivo molti giocatori si annotavano i particolari.
Qua e là nel gioco la Infocom era solita inserire enigmi solo per divertimento—non erano necessari al proseguimento del gioco ma per molti era una soddisfazione scovare questi easter eggs. Per esempio nel gioco Enchanter era necessario raccogliere incantesimi per proseguire nella ricerca, uno di questi era un'invocazione mediante la quale il giocatore poteva richiamare i personaggi in differenti parti del gioco; ad un certo punto vengono menzionati gli "Implementatori" che erano i responsabili della creazione di Zork, se il giocatore avesse provato ad evocare gli Implementatori, il gioco avrebbe prodotto una visione di Dave Lebling] e Marc Blank intenti a lavorare febbrilmente sui loro computer per risolvere questo "bug".
Il terzo elemento è stato l'inclusione nella confezione del gioco dei feelie (oggetti solidi, di fantasia, collegati al tema del gioco) che fornivano una certa protezione contro la pirateria. Alcuni giochi non erano risolvibili senza questi contenuti extra ma questo non era sentito come un fastidio da parte del giocatore come accadeva per altri sistemi di protezione anti copia.
La Infocom cominciò con Zork ed il mondo di Zork fu sempre al centro della produzione ramificando le trame nei vari temi: fantasy, fantascienza, orrore, avventure storiche. Nel tentativo di raggiungere il pubblico femminile, la Infocom creò Plundered Hearts nel quale il giocatore impersonificava un'eroina impegnata in un'eccitante avventura in mare aperto che per la soluzione richiederva di usare tattiche femminili. Per competere con giochi del genere di Leisure Suit Larry, la Infocom ideò nel 1986 Leather Goddesses of Phobos nel quale erano presenti le tre modalità "addomesticata", "romantica" e "oscena", tra i feelie era presente una carta odorosa con sei odori corrispondenti a sei indizi durante il gioco.

#### GliInvisiclues
Molti dei giochi erano troppo difficili per alcuni giocatori. Poiché all'epoca erano in pochi coloro che avevano accesso a comunity online come Compuserve e The Source, la Infocom era inondata di telefonate degli utenti che chiedevano un suggerimento su come procedere nei giochi. Per questo motivo Mike Dornbrook creò il Zork User's Group (ZUG) per gestire un servizio di suggerimenti in forma cartacea. Si cominciò con un notiziario chiamato in un primo tempo The New Zork Times, poi rinominato come The Status Line dopo una diffida da parte del The New York Times, che forniva suggerimenti per i giochi e anteprime delle prossime uscite.
Dal servizio di suggerimenti a pagamento nacque Invisiclues: libri con suggerimenti, mappe, indizi e soluzioni dei giochi. Le risposte agli enigmi erano stampate con inchiostro invisibile che diventava visibile grazie ad un pennarello speciale fornito in dotazione. In genere, per ogni domanda erano fornite due o più risposte, una più vaga e le successive sempre più dettagliate. In questo modo i giocatori potevano scegliere di avere solo i suggerimenti indispensabili per procedere. Dopo aver concluso il gioco, di solito veniva letto anche il resto perché spesso erano risposte divertenti.
Per esempio, nel libro original di suggerimenti per Enchanter vi erano le seguenti domande:
Domanda:
Enchanter è veramente Zork IV?
Risposte:
1. Il cielo è verde?
2. Un orso costruisce armi laser nei boschi?
3. No.

Domanda:
Ci sarà un seguito di Enchanter?
Risposte:
1. Certo.
2. Zork V. (che poi diventò Sorcerer)

Per evitare di fornire troppe informazioni sui giochi con le normali domande stampate con il normale inchiostro, in ogni libro della serie InvisiClues venivano inserite alcune domande finte.
Grazie all'uso intelligente dei suggerimenti e dell'umorismo che li permeava, le vendite degli InvisiClues furono notevoli, acquistati anche da chi non aveva bisogno di aiuti.
In riedizioni successive dei giochi, gli stessi suggerimenti vennero inclusi nei giochi stessi, attivabili scrivendo la parola "HINT" due volte.

#### Storie interattive
La Infocom pubblicò un piccolo numero di libri interattivi basati su giochi e sulla possibilità di scegliere differenti trame. Ogni due pagine del libro, viene fornita una possibilità di scelta sulla direzione da dare alla storia o di cambiare protagonista. La scelta si esprime andando alla pagina indicata. Questi libri non ebbero molto successo e sparirono rapidamente dagli scaffali.

### Cornerstone
Nel 1984 la Infocom investì in una nuova divisione per produrre software commerciale. Nel 1985 pubblicò un database relazionale chiamato Cornerstone con l'intenzione di attrarre il nascente mercato dei database per piccoli uffici. Questa applicazione era caratterizzato dalla semplicità d'uso ma vendette solo 10 000 copie, non sufficienti a coprire le spese di sviluppo. Il progetto fallì perché, nonostante fosse un ottimo database per uso domestico, costava 495$ e utilizzava dischetti protetti dalla copia. Un'altra seria mancanza, era quella di un linguaggio di scripting per cui non fu promosso da coloro che si occupavano della gestione dei database nelle piccole imprese. I recensori furono particolarmente delusi che la Infocom, famosa per l'uso di espressioni in linguaggio naturale nei propri giochi, non introdusse questa caratteristica nel prodotto. Un'ulteriore caratteristica negativa fu che venne prodotto solo per PC IBM e non anche per le altre piattaforme supportate nel campo ludico, Cornerstone era programmato con la propria macchina virtuale per cui questa caratteristica era irrilevante.

### Cambiamenti del mercato
I giochi della Infocom si avvantaggiarono della portabilità grazie all'uso di una macchina virtuale, ma questa caratteristica non portò vantaggi a Cornestone perché questo tipo di esecuzione rallentava la velocità di esecuzione; inoltre la maggior parte degli utenti interessati stava migrando alla piattaforma PC IBM rendendo la portabilità un fattore poco significativo. La Infocom investì nel progetto molto del denaro guadagnato con la vendita dei giochi e questo, unito ad un calo di vendite nel campo dei giochi, portò la compagnia in condizioni finanziarie precarie. Successivamente la Infocom rimosse la protezione anti copia ed abbassò il prezzo a meno di 100$, ma era troppo tardi perché il mercato aveva ormai scelto altri database.
Alla fine il mercato dei giochi si stava convertendo ai giochi con la grafica. Gli anni novanta furono turbolenti per lo sviluppo della grafica e l'industria informatica stava collassando con aziende come Tandy/Radio Shack, Atari e Commodore/Amiga quasi scomparse a causa del dominio dei PC e degli Apple Macintosh. Lo sviluppo della grafica fu impetuoso ed agguerrito rendendo rischioso creare grafica di alto livello, molte compagnie nacquero e sparirono in quegli anni. Molte persone compravano computer più potenti appositamente per giocare, per cui i tempi della grafica ottenuta con semplici linee che avevano reso famosi giochi come Wizardry o la grafica a blocchi di King's Quest erano ormai passati. I giocatori erano diventati molto critici se la grafica non era all'altezza delle aspettative, per cui la storia dei giochi della Infocom con avventure testuali e basati sulla trama non aiutò a risollevare le sorti dell'azienda.

### L'epilogo
La mancanza di offerte di acquisto per la compagnia portò ad un reverse takeover da parte dell'Activision il 13 giugno 1986. Questo fu l'inizio della fine della Infocom. La crescita dei costi e la caduta dei profitti portò l'Activision a chiudere la Infocom nel 1989. Per alcuni anni, la Activision continuò a commercializzare i giochi della Infocom sotto forma di raccolte divise per genere. Nel 1991 pubblicò The Lost Treasures of Infocom e nel 1992 The Lost Treasures of Infocom II. Queste due raccolte contenevano praticamente ogni gioco prodotto dalla Infocom prima del 1988 (Leather Goddesses of Phobos non era incluso ma era possibile ordinarlo mediante un tagliando inserito nella confezione di Lost Treasures II). Nel 1996 venne pubblicato Classic Text Adventure Masterpieces of Infocom su CD-ROM contenente entrambe le collezioni precedenti, con l'esclusione di The Hitchiker's Guide to the Galaxy e Shogun perché i diritti erano scaduti.

## Titoli e autori

### Avventure testuali
- La serie di Zork:
  - La trilogia originale di Zork (Marc Blank e Dave Lebling):
    - Zork I: The Great Underground Empire (1980)
    - Zork II: The Wizard of Frobozz (1981)
    - Zork III: The Dungeon Master (1982)

  - La trilogia di Enchanter:
    - Enchanter (1983, Marc Blank e Dave Lebling)
    - Sorcerer (1984, Steve Meretzky)
    - Spellbreaker (1985, Dave Lebling)

  - Mini Zork I: The Great Underground Empire (1987, Marc Blank e Dave Lebling, versione tagliata per permettere il caricamento con un singolo nastro)
  - Beyond Zork: The Coconut of Quendor (1987, Brian Moriarty)
  - Zork Zero: The Revenge of Megaboz (1988, Steve Meretzky)
  - Zork: The Undiscovered Underground (1997, Michael Berlyn e Marc Blank)
- La serie di Planetfall:
  - Planetfall (1983, Steve Meretzky)
  - Stationfall (1987, Steve Meretzky)
- Deadline (1982, Marc Blank)
- Starcross (1982, Dave Lebling)
- Suspended: A Cryogenic Nightmare (1983, Michael Berlyn)
- Infidel (1983, Michael Berlyn)
- The Witness (1983, Stu Galley)
- Cutthroats (1984, Michael Berlyn e Jerry Wolper)
- The Hitchhiker's Guide to the Galaxy (1984, Steve Meretzky & Douglas Adams)
- Seastalker (1984, Stu Galley e Jim Lawrence)
- Suspect (1984, Dave Lebling)
- A Mind Forever Voyaging (1985, Steve Meretzky)
- Wishbringer: The Magick Stone of Dreams (1985, Brian Moriarty)
- Ballyhoo (1986, Jeff O'Neill)
- Hollywood Hijinx (1986, "Hollywood" Dave Anderson)
- Leather Goddesses of Phobos (1986, Steve Meretzky)
- Moonmist (1986, Stu Galley e Jim Lawrence)
- Trinity (1986, Brian Moriarty)
- Border Zone (1987, Marc Blank)
- Bureaucracy (1987, Infocom e Douglas Adams)
- The Lurking Horror (1987, Dave Lebling)
- Nord and Bert Couldn't Make Head or Tail of It (1987, Jeff O'Neill)
- Plundered Hearts (1987, Amy Briggs)
- Sherlock: The Riddle of the Crown Jewels (1988, Bob Bates)
- Arthur: The Quest for Excalibur (1989, Bob Bates)
- James Clavell's Shogun (1989, Dave Lebling)
- Journey (1989, Marc Blank)

### Altri titoli
- Avventure grafiche
  - Leather Goddesses of Phobos 2: Gas Pump Girls Meet the Pulsating Inconvenience from Planet X! (1992, Steve Meretzky)
  - Return to Zork (1993, Doug Barnett)
  - Zork: Nemesis (1996)
  - Zork Grand Inquisitor (1997)
- Serie di BattleTech
  - BattleTech: The Crescent Hawk's Inception (1988, sviluppato da Westwood Studios)
  - BattleTech: The Crescent Hawk's Revenge (1991, sviluppato da Westwood Studios)
- Altri giochi
  - Fooblitzky (1985, Marc Blank, Mike Berlyn, Poh Lim & Paula Maxwell)
  - Quarterstaff: The Tomb of Setmoth (1988, Scott Schmitz, Ken Updike e Amy Briggs)
  - Mines of Titan (1988, Louis Castle e Brett Sperry)
  - Tombs & Treasure (1989, developed by Nihon Falcom)
  - Circuit's Edge (1989, developed by Westwood Studios)
- Infocomics
  - Lane Mastodon vs. the Blubbermen (1988, Steve Meretzky)
  - Gamma Force in Pit of a Thousand Screams (1988, Amy Briggs)
  - ZorkQuest: Assault on Egreth Castle (1988, Elizabeth Langosy)
  - ZorkQuest II: The Crystal of Doom (1988, Elizabeth Langosy)

### Raccolte
- The Zork Trilogy (1986; contenente Zork I, Zork II e Zork III)
- The Enchanter Trilogy (1986; contenente Enchanter, Sorcerer e Spellbreaker)
- The Lost Treasures of Infocom (1991; contenente 20 avventure testuali della Infocom)
- The Lost Treasures of Infocom II (1992; contenente 11 avventure testuali)
- The Zork Anthology (1994; contenente Zork I, Zork II, Zork III, Beyond Zork e Zork Zero)
- Classic Text Adventure Masterpieces of Infocom (1996; contenente 33 giochi Infocom e i sei vincitori dello SPAG Interactive Fiction Contest non affiliati alla Infocom)
- Zork Special Edition (1997; contenente Zork I, Zork II, Zork III, Beyond Zork, Zork Zero, Return to Zork, Zork: Nemesis, and Planetfall)
- Zork Classics: Interactive Fiction (2000)
- The Zork Legacy Collection (2002; contenente The Zork Anthology, Return to Zork e Zork Nemesis)

## Eredità
Con l'eccezione di The Hitchhiker's Guide to the Galaxy e Shogun, si ritiene che i diritti dei giochi Infocom appartengano ancora alla Activision. Dingeon, il precursore di Zork creato su mainframe, si ritiene sia appartenente al pubblico dominio ed è disponibile sotto forma di codice Fortran, come file Z-machine e tradotto in numerosi altri linguaggi. Molti titoli della Infocom sono disponibili su Internet ma costituiscono una violazione di copyright.
I giochi originali e molti altri creati da appassionati con il formato della Infocom sono giocabili tramite moderni interpreti di Z-machine disponibili per varie piattaforme, i più diffusi sono Frotz, Zip e Nitfol.